# Conoco
Conoco Inc. Es una empresa petrolera estadounidense fundada en 1875 bajo el nombre Continental Oil and Transportation Company.

## Historia
La empresa fue adquirida por DuPont en 1981, para desprenderse de la misma en 1999. En 2002 Conoco se fusionó con Phillips Petroleum Company para dar lugar a ConocoPhillips. Actualmente Conoco sigue existiendo como marca de gasolineras en los Estados Unidos y que pertenece a Phillips 66, creado tras la venta de activos de ConocoPhillips en 2012.